# Дальгайм (Рейнланд-Пфальц)
Дальгайм (нім. Dalheim) — громада в Німеччині, розташована в землі Рейнланд-Пфальц. Входить до складу району Майнц-Бінген. Складова частина об'єднання громад Райн-Зельц.
Площа — 6,34 км2. Населення становить 1020 ос. (станом на 31 грудня 2020).

## Географії

### Сусідні міста та громади
Дальгайм межує з 4 містами / громадами:
- Кенгернгайм
- Дексгайм
- Вайнольсгайм
- Юльферсгайм

## Галерея

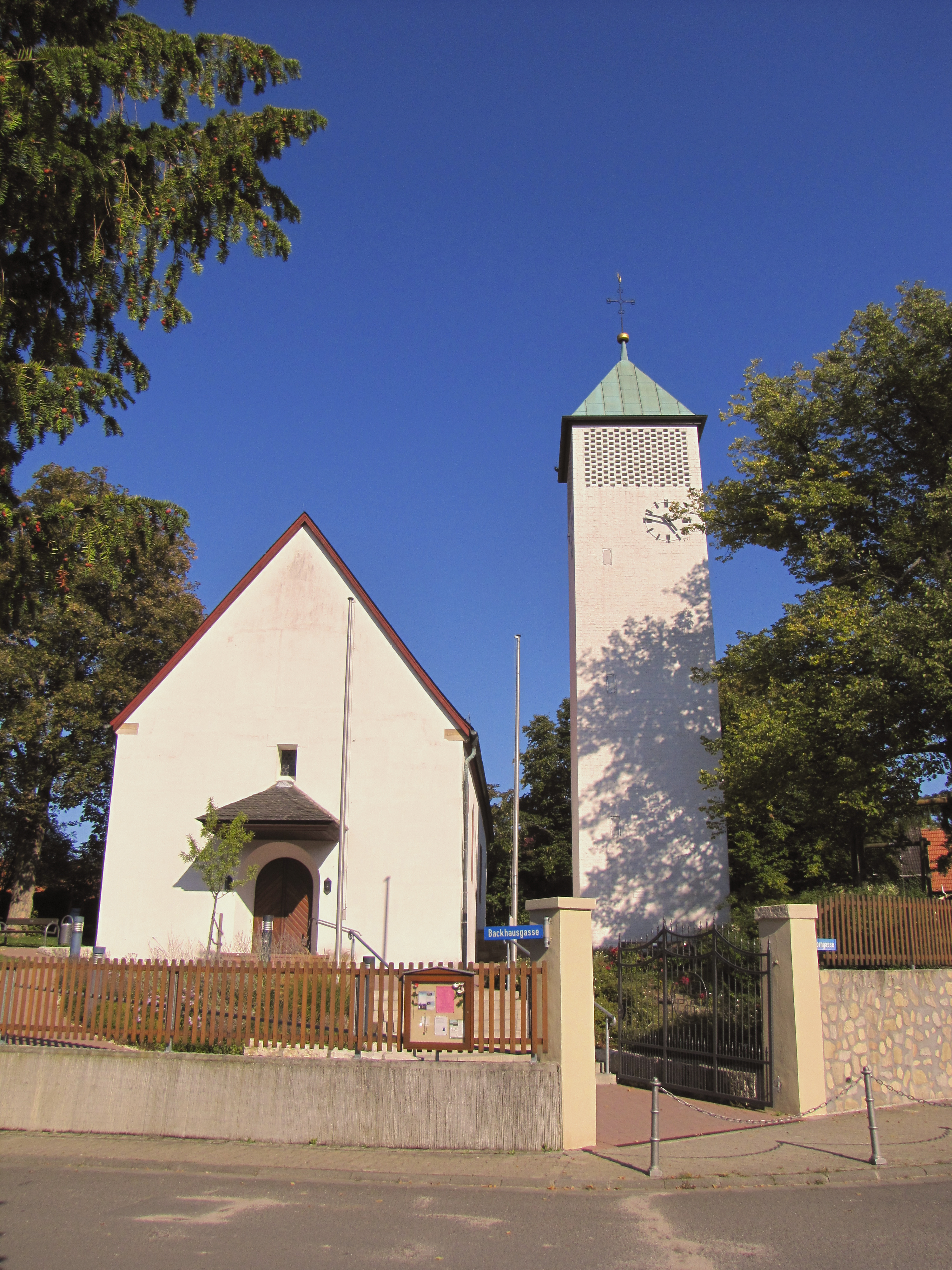